# راندي وين (لاعب كرة سلة)
راندي وين (بالإنجليزية: Randy Winn)‏ (9 يونيو 1974 بلوس أنجلوس في الولايات المتحدة - ) هو لاعب كرة قاعدة ولاعب كرة سلة أمريكي في مركز لاعب وسط ‏. لعب مع نيويورك يانكيز وسان فرانسيسكو جاينتس وسياتل مارينرز وسانت لويس كاردينالات.

## وصلات خارجية
- راندي وين على موقع دوري كرة القاعدة الرئيسي (الإنجليزية)
- راندي وين على موقعبيزبول رفرنس.كوم (الدوري الرئيسي) (الإنجليزية)
- راندي وين على موقعبيزبول رفرنس.كوم (الدوري الثانوي) (الإنجليزية)
- راندي وين على موقع إي إس بي إن.كوم (أم.أل.بي) (الإنجليزية)
- راندي وين على موقع مشجعي الرسوم البيانية (الإنجليزية)
- راندي وين على موقع كلية كرة السلة في سبورتس رفرنس.كوم (الإنجليزية)